# Jerzy Romanik

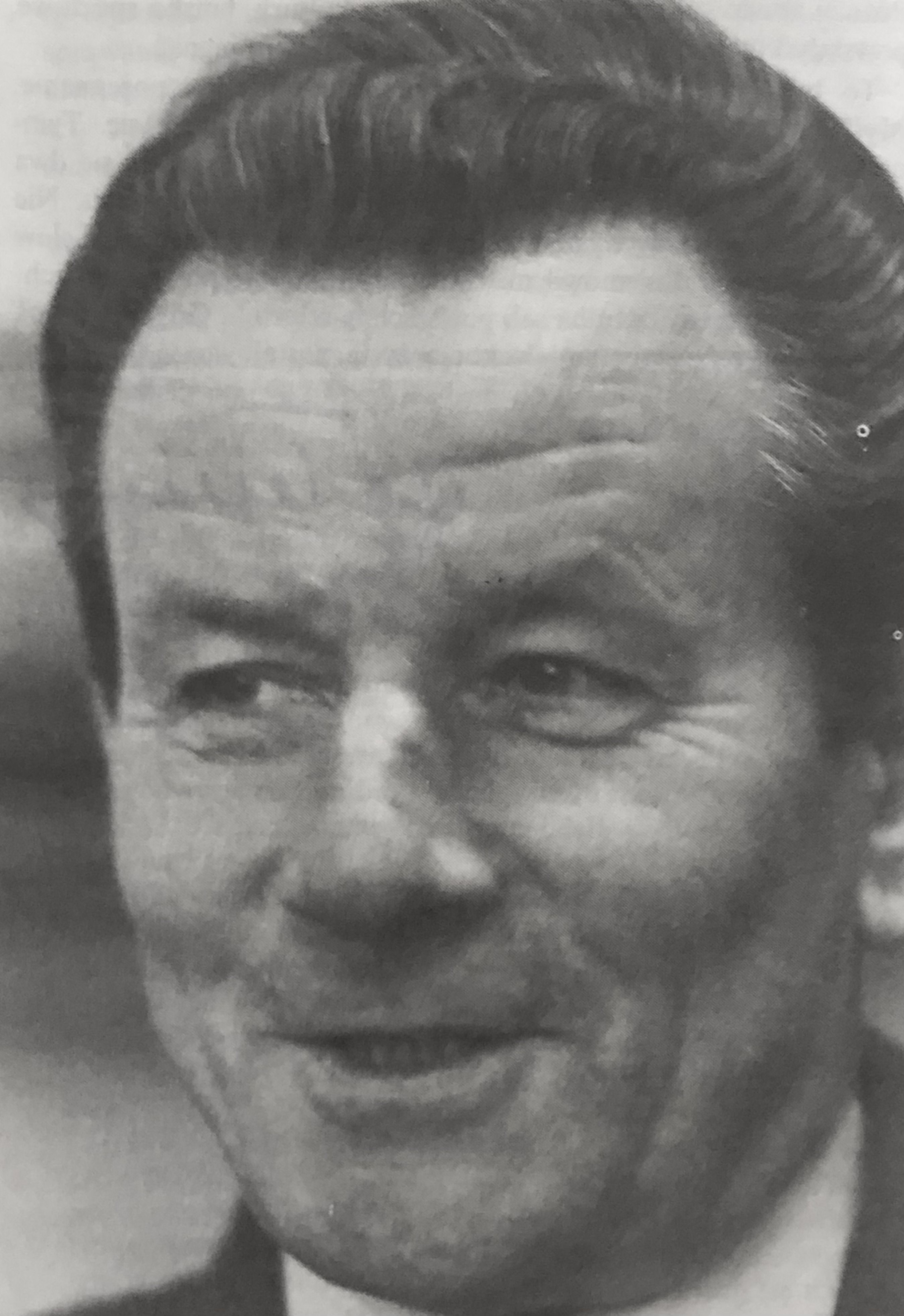
Jerzy Romanik

Jerzy Romanik (ur. 21 września 1931 w Zakopanem, zm. 3 grudnia 2016 w Siemianowicach Śląskich) – polski górnik, działacz PZPR, członek Biura Politycznego KC PZPR (1981–1986).

## Życiorys
Syn Michała i Wiktorii. Wykształcenie średnie zawodowe. Pracę zawodową rozpoczął w 1948 jako ślusarz-mechanik w technicznej obsłudze rolnictwa w Państwowym Ośrodku Maszynowym w Grodkowie. Po siedmiu latach przeniósł się do pracy w Państwowym Ośrodku Maszynowym w Kopicach, gdzie do 1958 pracował na stanowisku mechanika traktorowego. Od tegoż roku pracował w górnictwie pełniąc funkcję brygadzisty i górnika strzałowego-kombajnisty w Kopalnia Węgla Kamiennego Siemianowice.
Wieloletni działacz Związku Zawodowego Górników. W latach 1948–1956 członek Związku Młodzieży Polskiej. Od 1971 członek Polskiej Zjednoczonej Partii Robotniczej. Od 1976 do 1981 sekretarz organizacyjny Oddziałowej Organizacji Partyjnej. Od 1979 wchodził w skład plenum i egzekutywy Komitetu Miejskiego PZPR w Siemianowicach Śląskich. W latach 1980–1981 zastępca członka, a w latach 1981–1990 członek Komitetu Centralnego PZPR. Od lipca 1981 do lipca 1986 był członkiem Biura Politycznego KC PZPR oraz przewodniczącym Komisji Górnictwa KC PZPR. W latach 1981–1983 był członkiem Komisji KC PZPR powołanej dla wyjaśnienia przyczyn i przebiegu konfliktów społecznych w dziejach Polski Ludowej.
Zmarł 3 grudnia 2016 roku i został pochowany na cmentarzu parafialnym w Siemianowicach Śląskich.

## Odznaczenia
- Order Sztandaru Pracy II klasy
- Medal 40-lecia Polski Ludowej
- Medal jubileuszowy „Czterdziestolecia zwycięstwa w Wielkiej Wojnie Ojczyźnianej 1941–1945” (ZSRR, 1985)[4]
- Jubileuszowy Medal 100 Rocznicy Urodzin Georgi Dymitrowa (Bułgaria, 1983)[5]